# Caspilimax keyserlingi
Caspilimax keyserlingi (лат.) — вид наземных стебельчатоглазых брюхоногих моллюсков семейства лимацид (Limacidae). Единственный представитель монотипического рода Caspilimax. Крупный слизень длиной до 115 мм. Окраска сероватая, оливковая или (реже) грязно-жёлтая, одноцветная или чаще с рисунком из тёмных пятен разнообразной формы и размеров. Иногда пятна сливаются в продольные полосы. Вид обитает в широколиственных лесах Азербайджана и северного Ирана. В дневное время прячется в дуплах, под корой гнилых пней и валежин.

## Описание
Крупный слизень: длина ползущей особи до 115 мм, сократившейся — до 80 мм, длина мантии — до 27—30 мм, ширина — до 11—15 мм. Тело стройное, сзади заострённое. Мантия занимает менее 1/3 тела, её задняя часть образует характерный острый угол. Капюшон крупный. Пневмостом размещён в задней половине мантии. Киль короткий и тупой. Морщины спины крупные, с мелкими бугорками, разделены глубокими бороздами. Между мантийной щелью и серединой спины размещается 15—18 рядов морщин.
Окраска сероватая, оливковая или (реже) грязно-жёлтая, одноцветная или чаще с рисунком из тёмных пятен разнообразной формы и размеров. Иногда пятна сливаются в продольные полосы, но не столь правильные и расположенные иначе по сравнению с представителями рода Limax. Мантия обычно одноцветная, реже с небольшим числом менее чётких пятен на капюшоне. Подошва белая или светло-жёлтая, её край заметно выступает за контуры тела. Слизь бесцветная.
Раковина яйцевидная. У одного экземпляра с длиной при сокращении 67 мм её размеры составляли 8 × 6 мм. Средние размеры 9±1 × 4±0,5 мм.
Боковых зубов радулы 40, краевых 18, число рядов 145±5. Средние размеры срединного зуба 120±5,5 × 51,2±3 мкм, бокового — 124±4 × 64±1,5 мкм, краевого — 127,03±5 × 35±6 мкм. Срединный и боковые зубы с тремя зубцами, лишь самые внешние боковые — с двумя. Краевые зубы двух типов: внутренние кинжаловидные с одним зубцом (у молодых слизней могут отсутствовать) и внешние с крупным вторичным дополнительным зубцом.
Ось сердца наклонена под углом 45°. Аорта длинная, задний отдел кровеносной сети лёгкого отчётливо выражен. Пениальный ретрактор крепится к диафрагме перед сердцем.
Кишечник не перекручен и без слепой кишки. Вторая и третья петли приблизительно одной длины. Левая доля печени образует вершину внутренностного мешка.
Ретрактор правых щупалец проходит через щель между пенисом и яйцеводом.

### Половая система
Гермафродитная железа языковидная или треугольная, объёмистая, состоит из множества крупных удлиненных ацинусов. Квадривий не обнаружен. Белковая железа языковидная. Женский канал спермовидукта с крупными гофрами. Простата длинная, широкая, лентовидная. Семяпровод очень короткий и толстый, впадает в мешковидный или полушаровидный пенис через простую пору. Внутри пениса имеется стимулятор в виде бугорка, 1—2 крупных пилястра, заполняющих большую часть полости пениса, и иногда несколько более мелких складок. Пениальный чехол тонкий, волокнистый, окружает 2/3 основания пениса. Пениальный ретрактор крепится к основанию пениса. Яйцевод короткий, внутри него имеются короткие и гладкие неравномерные складки. Вагины нет. Семяприёмник с коротким протоком и маленьким резервуаром, примыкает к дистальной части спермовидукта.

## Распространение
Вид распространён в Азербайджане, где наиболее обычен в лесах Талыша и Ленкоранской низменности, а также известен по единичным находкам в лесах близ посёлков Ялама и Сулут (Худатский и Исмаиллинский районы). Кроме того, слизень встречается в лесных областях северного Ирана: в Мазендеране, Горгане и Гиляне.
Генрих Зимрот ошибочно указывал о находке вида в окрестностях Боржоми. Этот экземпляр хранится в Зоологическом институте Российской Академии наук (ЗИН РАН) и на самом деле является молодым Eumilax brandti.

## Экология
Обитает в широколиственных лесах: в буковых, дубовых, с парротией персидской (Parrotia persica). Как на равнине, так и в горах. В дневное время прячется в дуплах, под корой гнилых пней и валежин, нередко совместно с пятнистым слизнем (Limacus maculatus).

## Таксономия
Впервые вид был описан немецким зоологом Карлом Эдуардом фон Мартенсом в 1880 году под названием Limax keyserlingi по экземпляру, который был прислан ему из Зоологического музея Зоологического института РАН. Этот экземпляр был найден Графом Кейзерлингом в 1869 году в Астрабаде (современное название Горган, Иран).
В 1886 году Оскар Бёттгер описал два вида слизней из Ленконранской низменности — Limax tigris и Limax talyschanus. Зимрот отмечал, что, эти виды отличаются лишь окраской и связаны переходными формами, а также считал L. talyschanus и L. keyserlingi синонимами. К тому же выводу пришёл и Лотар Форкарт в 1935 году.
Зимротом были описаны такие виды как Limax baeri  Simroth, 1898, Gigantomilax robustus  Simroth, 1902 и Limax persicus  Simroth, 1910. Последующие авторы считали L. baeri и L. persicus синонимами L. keyserlingi.
В 1926 году Пауль Гессе выделил L. keyserlingi, L. persicus и L. tigris в отдельный подрод — Caspilimax.
В 1980 году Илья Михайлович Лихарев и Анджей Хуберт Виктор выделили Caspilimax в самостоятельный род в связи с чёткими различиями в форме, размерах и внутреннем строении пениса этого вида от представителей рода Limax. Авторы отмечали, что Caspilimax keyserlingi при постоянном внутреннем строении имеет очень изменчивую окраску, и поэтому L. tigris, L. talyschanus, L. baeri, L. persicus и Gigantomilax robustus являются синонимами этого вида.
Согласно Лихареву и Виктору, роду Caspilimax наиболее близки роды Gigantomilax, Svanetia и Malacolimax, так как для них всех характерен короткий семяпровод и мешковидный или цилиндрический пенис.

### Типовые экземпляры
Голотип данного вида, а также голотипы Limax baeri и Gigantomilax robustus, лектотип и 1 паралектотип Limax persicus хранятся в ЗИН РАН. В Зенкенбергском музее хранятся слизни из коллекции Бёттгера под названиями Limax tigris (№ 155450) и L. talyschanus (№ 155319), возможно, являющиеся синтипами, но это точно неизвестно, так как число экземпляров под первым названием больше, а под вторым меньше, чем указывал Бёттгер.

## Комментарии
1. ↑  f. typica = C. keyserlingi Martens, 1880, syn. Limax talyschatus O. Boettger, 1886
2. ↑  f. tigris O. Boettger, 1886
3. ↑  f. persica Simr.
4. ↑  Заявленная дата публикации 1901 год, но см. Zoologisches Centralblatt, 9[19] (с. 702): «Die… im Sommer 1902 herausgegebene Monographie» («… монография, изданная летом 1902 года»)[20].